# Arkavati
Arkavati, Arkavathy o Arkavathi (kannada ಆರ್ಕಾವತಿ) és un riu de Karnataka a l'Índia, afluent del Cauvery (Kaveri).
Té una longitud de 193 km. Neix a Nandidroog a les muntanyes Nandi (districte de Chikkaballapur), i després de passar pel districte de Kolar i el districte de Bangalore Rural, que creua totalment s'orienta lleugerament cap a l'oest. Rep llavors al Kumudvati al sud de Nelamangala, i el Vrishabhavati prop de Bangalore (a l'est) al nord de Kankanhalli. Des de Savandurga cap al sud passa per zona selvàtica, roques i turons on s'aprofita per al reg. Finalment desaigua al riu Kaveri prop de Kanakapura (Sangama en kannada). L'aigua del riu abasteix a Bangalore; s'acumula en uns dipòsits anomenats Hesaraghatta (o Hesseraggatta) construïts el 1894, i a la reserva Tippagondanahalli construïda el 1933.